# Семь воронов (сказка братьев Гримм)
«Семь воронов» (нем. Die sieben Raben) — немецкая сказка, включённая братьями Гримм в их сборник сказок под номером 25. Этот сюжет широко распространён по всей Европе.
Так Георгиос Мегас включил греческий вариант этой истории в свой сборник «Сказки Греции». По системе классификации сказочных сюжетов Aарне-Томпсона она имеет номер 451 («Дева, ищущая своих братьев»). К другим сказкам, соответствующим этому типу, относятся «Шесть лебедей», «Двенадцать диких уток», «Удеа и её семь братьев», «Дикие лебеди» и «Двенадцать братьев».
В 1937 году по мотивам этой сказки вышел полнометражный анимационный фильм «Семь воронов».

## Происхождение
Сказка была опубликована братьями Гримм в первом издании «Детских и семейных сказок» 1812 года под названием «Три ворона» (нем. Die drei Raben). Во втором издании 1819 года она была переименована в «Семь воронов» (нем. Die sieben Raben) и существенно переписана. Среди источников этой сказки, послуживших для братьев Гримм, была и её версия, рассказанная в семье Хассенпфлуг.

## Сюжет

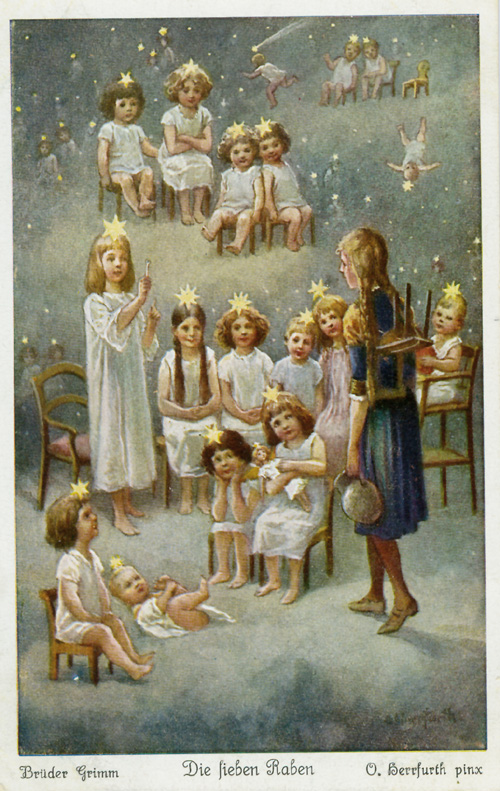
Героиня встречается со звёздами

У одного крестьянина, у которого было семеро сыновей, рождается дочь. Она страдает от болезни, и отец посылает сыновей за водой для неё (в немецком варианте — за водой для крещения, в греческом — за водой из целебного источника). В спешке они роняют кувшин в колодец и не решаются вернуться домой. Отец думает, что они ушли играть, и проклинает их, в результате братья превращаются в воронов.
Когда сестра подросла, она отправляется на поиски своих братьев. Сначала она пытается получить помощь от солнца, которое слишком жаркое, затем от луны, которая жаждет человеческой плоти, а затем у утренней звезды. Звезда помогает ей, давая куриную кость (в немецком варианте) или лапу летучей мыши (в греческом), уверяя в том, что она понадобится ей при спасении своих братьев. Героиня находит их на Стеклянной горе. В греческой версии сказки она открывает вход в неё лапой летучей мыши, в немецкой — она теряет куриную кость и отрубает себе палец, чтобы использовать его в качестве ключа. Она проникает в гору, где гном говорит ей, что её братья вскоре вернутся. Она пробует немного их еды и питья, оставляя в последней чашке кольцо из их дома.
Когда братья возвращаются, сестра прячется. Они принимают человеческий облик и спрашивают, кто трогал их еду. Младший брат находит кольцо и надеется, что это их сестра, что сулит им избавление от заклятия. Сестра выходит им навстречу, и они счастливые возвращаются домой.

## Анализ

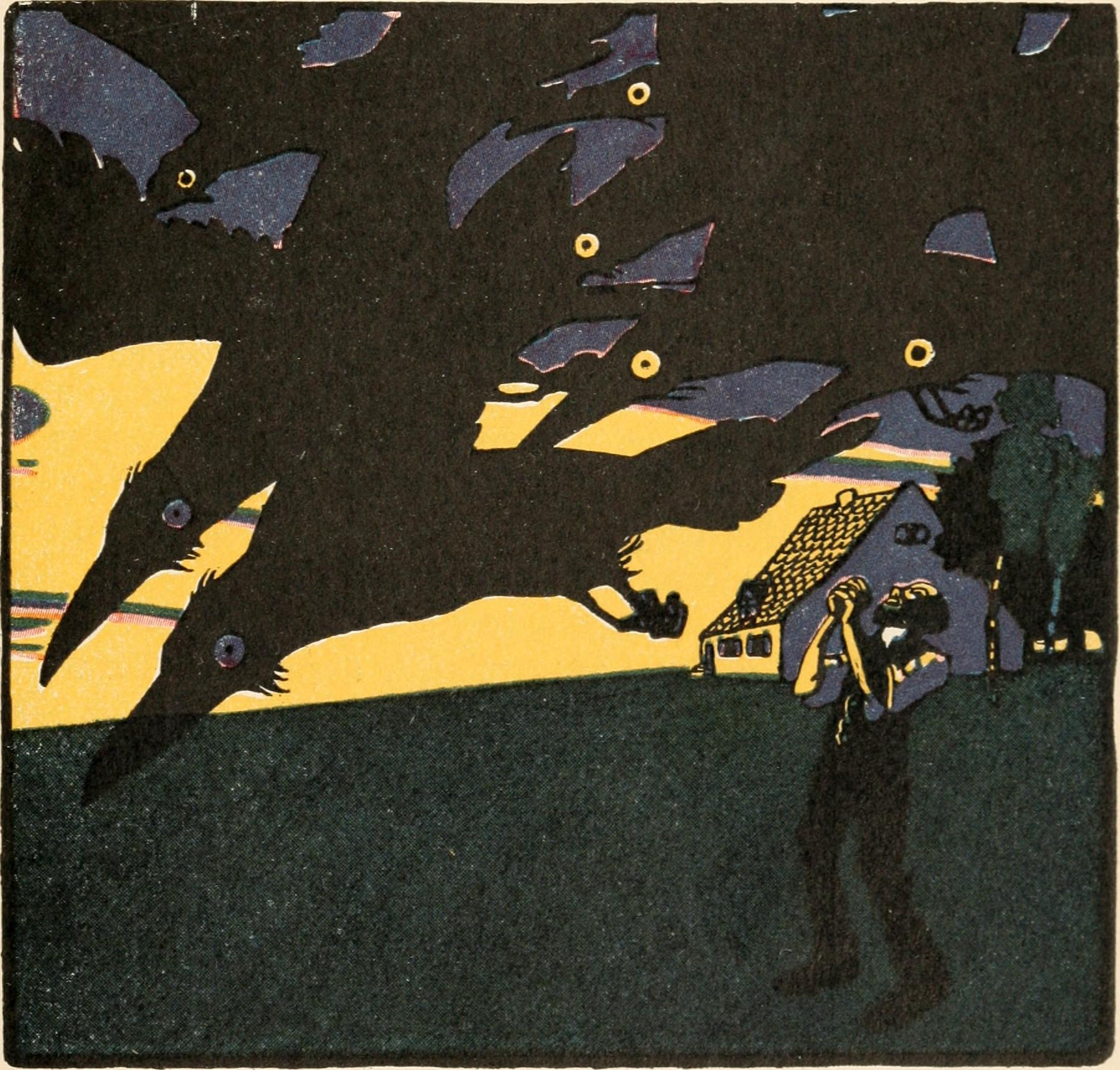
Отец проклинает своих сыновей

В этой сказке, как и в «Двенадцати братьев», «Шести лебедях» и «Братце и сестрице», рассказывается о женщине, спасающей своих братьев. В тот период и в тех областях, где была распространён этот сказочный сюжет, множество мужчин забиралось правителями в солдаты для службы в качестве наёмников. Следствием этого становилось то, что многие мужчины делали своих дочерей наследницами своего состояния, но вместе с тем они получали большую власть в отношении них, и прежде всего касательно их замужества. Таким образом, этот сюжет можно истолковать как желание женщин вернуть своих братьев и тем самым освободиться от этого контроля. Однако, такое объяснение сюжета не согласуется с тем фактом, что подобные истории распространены и среди множества других культур, где проблемы освобождения от подобного контроля отца не существовало.
Некоторые фольклористы связывают эту сказку с более общей практикой ультимогенитуры, при которой наследство получал младший ребёнок.

## Другие версии
В первоначальной устной версии сказки воронов было три, а не семь. Согласно одному из исследований немецких народных сказок, из 31 варианта этого сюжета, собранных уже после публикации «Сказок братьев Гримм», только в двух воронов было семь.
Польская версия этой сказки известна под названием «Семь братьев-воронов» и была записана в области Плоцка.
Существуют две словацкие версии этой сказки. Одна известна под названием «О стеклянной замочной скважине» (словац. O sklenenom zámku) и записана в словацком сборнике «Кодексы Ревуцы» (словац. Codexy Revúcke), а другая как «Три брата-ворона» (словац. Traja zhavranení bratia).
Пуэрто-риканская версия носит название «Семь ворон».

## В музыке

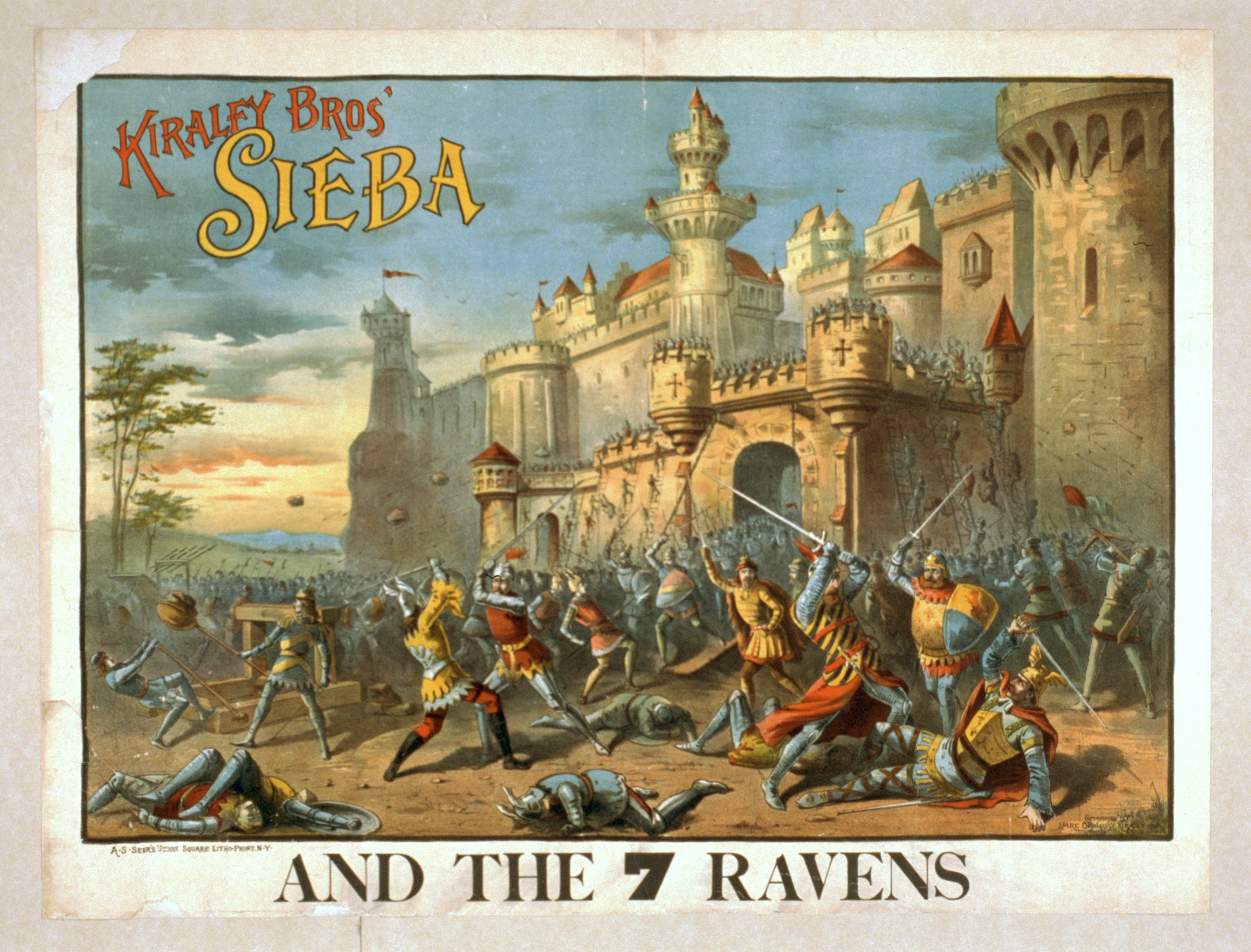
Плакат к постановке братьев Киральфи «Сиеба и семь воронов» (1884)

Лихтенштейнский композитор Йозеф Райнбергер написал по мотивам сказки оперу, премьера которой состоялась в 1867 году. Людвиг Энгландер написал романтическую сказку в четырёх действиях под названием «Семь воронов», сочетающую в себе драму, пантомиму, оперу и балет. Либретто К. Ленхардта основано на оригинальной немецкой пьесе Эмиля Поля. Она была переведена Г. П. Латорпом и шла в Niblo’s Gardens, в Нью-Йорке, с 8 ноября 1884 года. Всего было дано 96 представлений. В Звёздном театре в то же время шёл спектакль братьев Киральфи «Сиеба и семь воронов», также основанная на сказке братьев Гримм.
Немецкая языческая фолк-группа Faun выпустила в 2019 году песню Sieben Raben (из альбома Märchen & Mythen), источником для которой послужила сказка «Семь воронов».